# Nieul-le-Virouil
Nieul-le-Virouil è un comune francese di 591 abitanti situato nel dipartimento della Charente Marittima nella regione della Nuova Aquitania.

## Società

### Evoluzione demografica
Abitanti censiti